# Санто-Доминго (Антьокия)
Санто-Доминго (исп. Santo Domingo) — город и муниципалитет на севере Колумбии, на территории департамента Антьокия. Входит в состав субрегиона Северо-Восточная Антьокия.

## История
Поселение из которого позднее вырос город было основано 12 января 1778 года. Муниципалитет Санто-Доминго был выделен в отдельную административную единицу в 1814 году.

## Географическое положение

Муниципалитет Санто-Доминго

Город расположен в восточной части департамента, в гористой местности Центральной Кордильеры, на расстоянии приблизительно 46 километров к северо-востоку от Медельина, административного центра департамента. Абсолютная высота — 2003 метра над уровнем моря.

Муниципалитет Санто-Доминго граничит на севере с муниципалитетами Йоломбо и Сиснерос, на северо-западе — с муниципалитетом Санта-Роса-де-Осос, на западе — с муниципалитетами Донматиас и Барбоса, на юге — с муниципалитетами Консепсьон и Алехандрия, на востоке — с муниципалитетом Сан-Роке. Площадь муниципалитета составляет 271 км².

## Население
По данным Национального административного департамента статистики Колумбии, совокупная численность населения города и муниципалитета в 2012 году составляла 10 759 человек.
Динамика численности населения муниципалитета по годам:
| 2005   | 2006   | 2007   | 2008   | 2009   | 2010   | 2011   | 2012   |
| ------ | ------ | ------ | ------ | ------ | ------ | ------ | ------ |
| 11 567 | 11 440 | 11 320 | 11 220 | 11 103 | 10 991 | 10 874 | 10 759 |

Согласно данным переписи 2005 года мужчины составляли 51,5 % от населения Санто-Доминго, женщины — соответственно 48,5 %. В расовом отношении белые и метисы составляли 98,4 % от населения города; негры, мулаты и райсальцы — 1,6 %.
Уровень грамотности среди населения старше 15 лет составлял 90 %.

## Экономика
Основу экономики Санто-Доминго составляет сельскохозяйственное производство. На территории муниципалитета выращивают главным образом кофе, а также сахарный тростник, маниок, картофель, томаты, кукурузу и фасоль.

38,4 % от общего числа городских и муниципальных предприятий составляют предприятия торговой сферы, 39,2 % — предприятия сферы обслуживания, 18,8 % — промышленные предприятия, 3,6 % — предприятия иных отраслей экономики.